# Hoesch AG

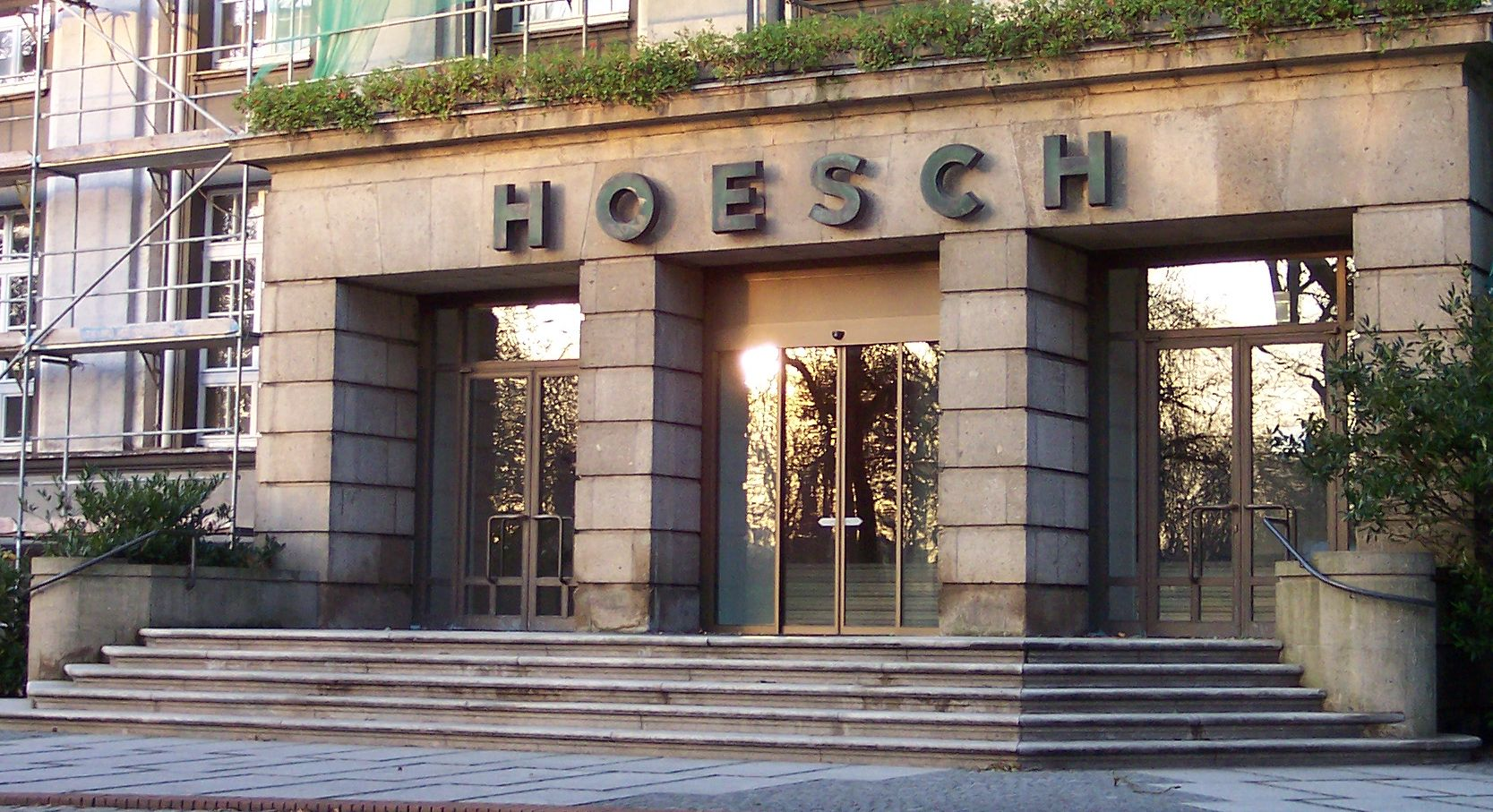
Ingången till Hoeschs tidigare huvudkontor i Dortmund

Hoesch AG var en betydande stål- och gruvkoncern i Ruhrområdet med huvudkontor i Dortmund. Det grundades 1871 av Leopold Hoesch. 1991 togs det över av Kruppkoncernen som idag är ThyssenKrupp.
Hoesch utvecklades till ett av de stora koncernerna i Ruhrområdet och hade 48 600 anställda 1965. I Dortmund var en femtedel av den arbetade befolkningen anställda vid Hoesch. Företaget drabbades av stålkrisen och fusionerade sig 1972 med nederländska Koninklijke Hoogovens till Estel. Fusionen revs upp 1982 av Hoesch-chefen Detlev Karsten Rohwedder.
Hoesch ägde från 1910 Lekombergs gruva som genom skapandet av Lekombergsgruppen tillsammans med Kruppkoncernen och Gutehoffnungshütte  ingick i ett konsortium som ägde ett antal gruvor i Sverige under tiden för andra världskriget.